# Salon musical
 (novembre 2016).
Les salons musicaux sont les demeures où les bourgeois, principalement au XIXe et au début du XXe siècle, recevaient des personnages importants et de nombreux artistes, notamment les musiciens.

## Contexte
Les salons sont un élément capital du milieu culturel et musical. Ce milieu est dominé par la haute bourgeoisie ayant accumulé, au fil de plusieurs générations, de nombreuses alliances nobles et des patrimoines culturels et financiers importants : ce sont les fameuses « 200 familles » dénoncées par Daladier lors du congrès radical de 1934.
L’entrée chez ces mécènes et les avantages qu’en retirent les compositeurs s’inscrivent dans la recherche musicologique : « L’histoire de la musique ne se réduit pas à celle des œuvres et de leurs auteurs. Indissociable du contexte historique et politique, l’histoire sociale de la musique a commencé à s’affirmer comme une branche de la musicologie. [Les] personnalités de l’aristocratie et de la bourgeoisie [étant] étroitement associées à la vie musicale de leur temps. »

## Origines
Dès le XVIe siècle apparaissent les premiers salons littéraires. Tenus par les femmes du monde, ils sont un lieu capital dans l’histoire de la pensée, présidant à la genèse de la préciosité et à la création de l’Encyclopédie au XVIIIe siècle. Cette fécondité intellectuelle est aussi lieu social, les femmes soutenant la comparaison avec l’Académie française où elles ne seront admises qu’avec Marguerite Yourcenar en 1980, trois siècles et demi après sa création. Loin de l’apparence aristocratique légère, ces intellectuelles bouleversent les conventions sociales de leur époque dans leurs salons où se mêlent personnalités politiques, lettrés et scientifiques. 
Si le phénomène des salons s’amorce sous le règne de Louis XIII, l’accession au pouvoir de Louis XIV correspond par la suite à l’extinction totale de cette sociabilité littéraire et poétique, du fait de l’activité de la Cour qui ne supporte pas ces activités sans surveillance – qui ont d’ailleurs joué un grand rôle pendant la Fronde, et ont compté beaucoup de huguenotes et huguenots dans leurs rangs. À la mort de Louis XIV, le contrôle non plus de, mais sur l’aristocratie ira croissant, lui faisant céder jusqu’à la marginalité son importance d’élite artistique au profit de la bourgeoisie.
Malgré un pathos quelque peu exagéré, la comtesse Greffulhe confirme la prise de pouvoir, notamment artistique, de la bourgeoisie et revendique la primauté historique de l’aristocratie dans les lustres esthétiques. Mais c’est désormais à l’aristocratie « non existante » de se faire adouber par la bourgeoisie grâce aux « droits d’intelligence », lustre acquis économiquement remplaçant les droits du sang : « On n’existe plus dans un temps comme le nôtre que par sa propre personnalité. Notre caste n’existe plus, ce qui était un droit inné à avoir les premières places est contre ceux qui naissent dans la classe autrefois dirigeante. Nous ne sommes plus que des dirigés, que dis-je, des opprimés, des non-valeurs, des gens qui ne comptent plus pour rien et en rien. Quand, par hasard, il sort de cette classe de non-existants une personnalité ayant une valeur, elle prend sa place tout naturellement et on compte avec elle non plus par ses droits de naissance mais par ses droits d’intelligence. » La comtesse Greffulhe et le comte Étienne de Beaumont ont une « démarche commune de nobles évincés du pouvoir politiques et en quête d’une nouvelle légitimité. »

## Avènement
En fait, pour exercer une quasi-hégémonie culturelle, la bourgeoisie profite de ce pivot historico-économique, défini par une chute de l’aristocratie et une république qui n’a pas encore acquis de puissance dirigeante suffisante, notamment pour les arts.
« Le faible investissement du pouvoir républicain dans le fonctionnement de la vie musicale explique sans doute en partie le rôle en la matière prépondérant de la haute bourgeoisie et de l’aristocratie, frange privilégiée du public de l’Opéra et des concerts parisiens. Sous la Troisième République, les gouvernements successifs prennent très lentement conscience de la nécessité de contribuer au développement de l’art. Mais le chemin est long à parcourir à partir de notions solidement ancrées dans l’esprit des pères de la République. »
Pour Adolphe Thiers, « comme pour tous les hommes qui se sont succédé à la tête du Gouvernement jusqu’à Léon Blum en 1936, l’Art correspond à un plaisir de la vie privée et non à une nécessité de la vie nationale. » Dès 1891 pourtant, certains s’interrogent sur les devoirs de l’État. Ainsi de Étienne Dujardin-Beaumetz, futur sous-secrétaire d’État aux Beaux-Arts, qui pense qu'« il y a, depuis bien longtemps, dans notre pays, un malentendu sur le rôle que l’État doit jouer en matière d’art : les uns pensent que l’État doit diriger le mouvement artistique du pays ; les autres estiment qu’il n’y a qu’à le suivre en l’encourageant. La tradition en vertu de laquelle l’État croit devoir diriger l’art date de Colbert. Les défenseurs de l’art officiel ont pensé que, de même que l’État était avec raison, pour l’instruction publique, l’éducateur de la nation, il lui appartenait de diriger les tendances artistiques du pays dans ce qu’il croyait être le beau et le vrai. L’art officiel n’a jamais développé ses élus qu’en écrasant leurs adversaires, et pour qu’il eût le droit d’agir ainsi il eût fallu que ses représentants eussent la certitude qu’ils étaient en possession de la formule définitive. »
Mais loin de ces débats, budget des Beaux-Arts, issu du ministère de l’Instruction publique et des Beaux-Arts, réserve seulement 15 % de ses financements à la musique (ce qui représente 1 615 000 francs en 1880), dont 70 % est alloué à l’Opéra et à l’Opéra-Comique, le reste allant surtout à l’enseignement musical et enfin aux Concerts populaires. De 1870 à 1878, les Concerts populaires ne reçoivent rien de l’État. En 1878, 5 % du budget musical se répartit entre les Concerts populaires de Jules Pasdeloup et — recevant deux fois moins — l’association artistique d’Édouard Colonne. En 1882 se rajoutent à la liste des subventionnés les Nouveaux Concerts de Charles Lamoureux ; de 1892 à 1928, la SNM recevra la somme dérisoire de 10 000 francs ; enfin la Société des concerts du Conservatoire devra attendre un soutien financier jusqu’à 1923. Après 1920, de nombreuses mais minuscules aides vont aux Concerts Touche, aux Concerts du Vieux-Colombier, aux Concerts Poulet, auxConcerts Siohan ou à l’Orchestre symphonique de Paris.
Contrairement aux arts plastiques, les commandes nationales sont rarissimes jusqu’en 1938 (on n’en relève en fait que deux véritables : l’Ode triomphale, commandée à Augusta Holmès en 1889, et la cantate Le Feu céleste, à Saint-Saëns en 1900, toutes deux à l’occasion d’une Exposition universelle à Paris). Il faudra attendre le Front populaire pour voir un développement étatique de la diffusion et des commandes, surtout du fait de l’implication nationale dans la nouvelle technologie radiophonique. L’État décide ainsi d’effectuer des « commandes exceptionnelles aux artistes vivants et compositeurs de musique en vue de lutter contre le chômage » : sur les 3 000 000 francs accordés à la musique, 200 000 vont désormais aux commandes.
Institutionnellement enfin, une gestion autonome ne sera attribuée à la musique qu’en 1969 avec la « sous-direction des spectacles et de la musique » qui fait partie de la « direction générale des Arts et Lettres » du ministère des Affaires culturelles créé par André Malraux. La bourgeoisie se précipite dans la place laissée vacante par la noblesse, et non encore occupée par la République. Puisque si peu subventionnés, les Concerts populaires de Jules Pasdeloup voient leurs dettes épongées par le banquier Pereire, et des « comités de patronage » se constituent au sein des sociétés de concerts, comités qui font fonctionner notamment les concerts Wiéner, l’Orchestre symphonique de Paris, les concerts de La Sérénade et ceux du groupe Jeune France.
« La défense de l’art – et pas n’importe quel art – fait partie des obligations de la femme du monde. Les bonnes œuvres relèvent également des attributs féminins. La conjugaison de ces deux fonctions, la bienfaisance et la mondanité, ouvre normalement la voie à la protection des artistes. » Tout comme le milieu aristocratique, le salon bourgeois qui voit son avènement est avant tout un « lieu de sociabilité dont la musique est l’une des composantes ».

## Fonctionnement

### Mélomanes
On distingue plusieurs sortes de salons, avec en premier lieu les demeures de simples mélomanes chez qui la musique agit souvent comme le dénominateur commun des réunions privées. Arsène Henry organise chez elle des concerts de musique de chambre, quand les Delavigne transforment le dernier étage de leur maison en salle de théâtre où seront joués Isoline, Madame Chrysanthème, Le Carnaval vénitien et Scaramouche d'André Messager, La Fête chez Thérèse de Reynaldo Hahn, Les Bavards d’Offenbach, La Vie de Polichinelle de Nicolas Nabokov et de très nombreux autres opéra et œuvres chorégraphiques. Ces mélomanes se plaisent à organiser des concerts improvisés où divers invités peuvent venir jouer leurs dernières œuvres. Ainsi les Clerc abritent le 12 février 1880 une répétition du Quatuor en ut mineur de Gabriel Fauré, deux jours avant sa création publique à la SNM. Fauré sait inciter ces soutiens : « À quand les doubles quatuors et les concertos chez vous ? Il me tarde, il nous tarde bien que tout recommence ! Léonard que j’ai vu bien portant est tout disposé à accorder son violon, et Friedrich ses sourires ! »
Mme Petit de Villeneuve, qui reçoit, par exemple, le grand mathématicien et futur président du Conseil M. Paul Painlevé, montre l’importance que tiennent ces lieux dans toutes les sphères de la vie publique. Les frères Cochin, qui ne sont pas moins que députés, reçoivent également. Henri Cochin est dédicataire d’Attendez-moi sous l’orme de Vincent d’Indy et sa femme de Spleen (1888) de Fauré. Denys Cochin soutiendra  quant à lui d’Indy dans le lancement de la Schola.
Ces mélomanes, s’ils sont tous bourgeois, sont de toutes horizons politiques. Ainsi, Aline Ménard-Dorian, socialiste convaincue, fille de l'ex-ministre du gouvernement de la Défense nationale Pierre-Frédéric Dorian et mère de Pauline Ménard-Dorian, reçoit Léon Blum ; Erik Satie, membre de la section communiste d’Arcueil lui reproche de n’être que socialiste. Sophie (1860-1948) et Paul Clemenceau (1856-1945) , eux aussi de gauche, sont les soutiens en France de Gustav Mahler puis d’Arnold Schönberg.
Jeanne Dubost, qui a des opinions socialistes, presque libertaires, accueille de nombreux hommes politiques (Paul Boncour, Aristide Briand, Paul Painlevé), en tant qu'« amie charmante qui réunissait régulièrement chez elle des amis musiciens, artistes, politiciens de gauche et d’extrême-gauche ». L’Éventail de Jeanne, dont elle fait la commande en 1927, montre l’étendue des liens qu’elle a avec les compositeurs : participent à l’écriture de ce ballet, Maurice Ravel (Fanfare), Pierre-Octave Ferroud (Marche), Jacques Ibert (Valse), Roland-Manuel (Canarie), Marcel Delannoy (Bourrée), Albert Roussel (Sarabande), Darius Milhaud (Polka), Francis Poulenc (Pastourelle), Georges Auric (Rondeau) et Florent Schmitt (Kermesse-Valse). Très liée aux Sociétés et Comités de concerts publics, elle fut présidente du comité de propagande de l’Orchestre symphonique de Paris en 1938, dès 1931 elle est membre fondateur du comité des concerts de La Sérénade puis en 1936, membre du comité d’honneur du groupe Jeune France.

### Professeurs de chant
Les nombreuses dédicaces illustrent, comme pour les mécènes, le rôle des professeurs de chant dans l’essor de la mélodie française. Leurs classes sont un modèle type du cours mondain, animé par une grande bourgeoisie enseignant à des musiciennes de qualités et capables de fournir aux compositeurs les voix susceptibles de diffuser leurs mélodies. Ainsi, l’Ave Maria (1895), op. 67 no 2 de Fauré, « plus destiné, par son caractère, à la chapelle ou au salon, qu’à une grande église. Je pense que sa carrière se fera surtout dans les cours mondains de jeunes femmes et jeunes filles, et je compte sur les belles élèves de Mme Trélat pour le lancer ». Marie Trélat se produit aussi à la SNM en dehors des cours de chants qu’elle donne – Fauré, qui en est un temps l’accompagnateur, lui dédie d’ailleurs Lydia, op. 4 no 2 (1870) – ou des réceptions qu’elle organise, et elle se voit ainsi dédier Le Mariage des roses (1870) de César Franck, Sérénade d’automne (1871) de Jules Massenet, Rose d’amour (1866) de Bizet, ainsi que sa Berceuse sur un vieil air qui est la sixième des Chants des Pyrénées (1868). 
Mme Edmond Fuchs (1836-1927) est professeure autant que chanteuse de salon, mais elle est aussi une interprète particulièrement active à la SNM, où elle donne des premières auditions, notamment d’œuvres de Fauré : Sylvie, op. 6 no 3 (1878) et Après un rêve, op. 7 no 1 (1877) le 11 janvier 1879 ; ou encore Nell, op. 18 no 1 (1878) et Automne, op. 18 no 3 (1878) le 28 janvier 1881. Fauré composera d’ailleurs à son intention La Fée aux chansons, op. 27 no 2 (1882) qu’il lui dédie. S’inscrivant dans la sphère publique du mécénat, les Fuchs fondent la grande société Concordia, en rivale de la Société Guillot de Sainbris.
Mme Vital Roux confirme elle aussi les liens tissés entre les cours de chants et les salons, mais également avec les concerts lorsqu’elle est sollicitée en 1887 pour faire travailler les chœurs du Roi malgré lui de Chabrier.
Les cours de chants agissent comme un milieu d’influence quasi-salonnier. Le plus illustre de ces cours est celui de Mme Édouard Colonne, dont les élèves ont l’occasion de se faire une renommée et de côtoyer les invités du salon de M. Colonne, invités qui sont en fait les compositeurs qu’il programme à ses Concerts. Mathilde Marchesi (1821-1913) tient elle aussi salon, au 88 rue Jouffroy (XVIIe), de même qu’Angèle Duglé (1848-1929), nièce de Charles Gounod et petite-fille du pianiste Pierre Zimmermann, et qui donne ses cours de chant et reçoit 7, rue Daubigny (XVIIe) puis 169 boulevard Malesherbes (XVIIe).

### Chanteuses
La pratique musicale est inhérente à cette classe sociale, qui en fait un de ses codes. Ainsi, dans la lignée des maîtresses de salons professeures de chant, on trouve également de nombreuses « cantatrices mondaines » qui ne se voient pas accorder moins de dédicaces : la princesse de Cystria, Mme Maurice Gallet, Mme Charles Max (l’atout terrible dans le jeu de Widor pour l’Académie), Mme Charles Dettelbach, Mme Maurice Sulzbach, dédicataire de Au cimetière, op. 51 no 2 (1888) de Fauré, de la « Ballade » des Trois lieder pour chant et piano op. 27 (1896) d’Ernest Chausson, de Dormons parmi les lys (1908) de Massenet et d’Après la mort (1892) de Pierre de Bréville), Mme Jean Cruppi (1863-1925, dédicataire de L’Heure espagnole et du Noël des jouets de Ravel, des Six Préludes pour piano de Roger Ducasse), Emma Bardac (1862-1934, dédicataire de La Bonne chanson, op. 61 de Fauré, de L’Indifférent mélodie de 1902 de Ravel), Jeanne Salomon (1879-1950), Miss Fanny Reed (dédicataire de L’Heureuse souffrance de Massenet), la baronne de Contenson.
Presque en contrepoint de ces « cantatrices mondaines » qui chantent parce que bourgeoises, on assiste à l’avènement de certains chanteurs, devenant bourgeois par leurs cachets. Ils partagent certes le même désir d’encourager la musique que les cantatrices que nous avons vues, mais le salon d’un artiste ayant réussi, trouve souvent plus d’égard auprès de ceux qui sont ses anciens collègues musiciens. Jean de Reszke, célèbre ténor ayant débuté à Venise en 1874 et fait une brillante carrière à Londres, Paris et New York, est ainsi « peut-être le seul gentilhomme authentique qui ait jamais conquis la gloire par le chant ». Ce sont en effet ses cachets qui lui permettent de s’offrir un hôtel au 53 rue de la Faisanderie (XVIe) et une salle de spectacle attenante. Mais Jean de Reszke n’est pas le seul exemple de ces chanteurs devenus mécènes et tenant salon. Ainsi Victor Marcel, le baryton à qui Verdi confia la création de Iago dans Otello puis celle du rôle-titre dans Falstaff à la Scala de Milan en 1887 et en 1883, reçoit-il avenue Bugeaud (XVIe). Félicia Litvine, la célèbre soprano russe, élève de Pauline Viardot et de Victor Maurel, s’illustrera dans les grands rôles wagnériens et lyriques russes avant de se produire fréquemment dans les salons et de recevoir au 65 boulevard de Clichy (XVIIIe). Jeanne Raunay fait quant à elle ses débuts à l’Opéra avant d’être une Iphigénie remarquée au Théâtre-lyrique en 1899 puis à l’Opéra-Comique en 1906, et enfin une interprète fréquente aux Concerts Colonne et Lamoureux. Dédicataire et créatrice de La Chanson d’Ève, op. 95 (1906-1910) de Fauré, elle lui fera notamment jouer chez elle son Premier Quintette pour piano et quatuor, op. 89 (1891-94, révisé de 1903 à 1905). Enfin, résumant ces parcours, Mme Mauduit qui a débuté à l’Opéra en 1865 atteindra les sommets de l’interprétation en créant le Faust de Gounod en 1875, se consacrant alors à son salon, à l’enseignement et à faire entendre ses élèves.

### Instrumentistes
Tout aussi bien qu’aux chanteuses, la parure musicale du XIXe siècle sied aux pianistes, dont certaines atteignent des niveaux proches du professionnalisme. 
Parmi les adeptes du clavier recevant chez elles, figurent la princesse Mathilde (1820-1904), la princesse Bibesco (dédicataire de la Valse langoureuse, œuvre de 1898 de Camille Saint-Saëns), la princesse Bessaraba de Brancovan (dédicataire du Premier Impromptu, op. 25 de Fauré), Diane de Feydeau de Brou (1848-1944), marquise de Saint-Paul, surnommée « le serpent à sonate », Mme Conrad Jameson, Mme Émile Herman, Marie Hardon, Juliette Mante-Rostand (1872-1956, dédicataire de l’Intermezzo en la bémol Majeur de Poulenc), Geneviève Sienkiewicz (1878-1971, élève de Gounod), Isabelle Lang (1904-1988).
Certains hommes n’hésitent pas à user de leurs qualités musicales et des liens qu’ils tissent avec leurs hôtes pour jouer ou se faire jouer en public. Ainsi, Fernand Halphen qui avait pris des cours de piano avec Fauré, voit l’Opéra-Comique créer Le Cor fleuri, sa féerie lyrique en un acte, le 10 mai 1904. Louis Diémer, instrumentiste virtuose du piano et du clavecin joue chez Pasdeloup, Lamoureux et surtout Colonne, crée et est dédicataire des Variations symphoniques de César Franck, du Concerto pour piano d’Édouard Lalo et de celui de Massenet, dédicataire également du Troisième Concerto de Tchaïkovsky. Il est en outre un compositeur mécène – instituant en 1902 un « Prix Diémer » de 4 000 francs –, maître de salon – où il fait jouer notamment les compositeurs de l’Académie – et un professeur donnant l’occasion à ses élèves de jouer devant le public choisi de son salon et même dans les grandes salles de concert, les faisant entrer de plain-pied dans le cercle institutionnel qu’il a su se créer.
Les relations sont un impératif pour entrer et se maintenir dans le cercle restreint du milieu artistique avancé. Puisque d’origine modeste, c’est à ses relations amicales qui se trouvent être mondaines, que Léon Delafosse (1874-1951) doit de recevoir dans l’appartement familial 36, avenue Bugeaud et de devenir, grâce à Robert de Montesquiou, l’un des premiers interprètes professionnels de Gabriel Fauré, dont il crée la Cinquième Barcarolle, op. 66 (1894) à la SNM le 18 septembre 1894 et les Thèmes et variations, op. 73 (1896) à Londres le 10 décembre 1896.
Également très introduit dans plusieurs salons parisiens (Greffuhle, princesse Edmond de Polignac), le pianiste espagnol Ricardo Viñes (1875-1943) est ainsi dédicataire et créateur (première interprétation) de nombreuses oeuvres de Debussy et Ravel ainsi que de ses compatriotes Albeniz et Falla.
Si le piano est l’instrument le plus répandu et pratiqué dans les salons, l’orgue est lui aussi présent : Mme Paul Poirson (à qui est dédié le Sentier perdu de Massenet en 1877) travaille l’instrument avec Widor, Mme Marcelle Dujarric de la Rivière (1899-1982) avec Louis Vierne, André Marchal et Marcel Dupré, notamment. On trouve également des instrumentistes à cordes d’un niveau remarquable : les violonistes Émile d’Erlanger (1823-1913) et Adrien Mithouard qui se forment avec Franchomme, ou encore le violoncelliste, pianiste et chef d'orchestre Jules « Tergis » Griset (1854-1915) à l’intention de qui sont composées l’Ode à la musique (1890) de Chabrier, la Romance pour violoncelle et piano op. 69 (1894) de Fauré et la seconde Sonate pour violoncelle et piano de Saint-Saëns en 1905.

### Compositeurs
Enfin, il faut citer certains compositeurs qui reçoivent également chez eux. Ils sont peu nombreux mais leurs salons leur assurent d’être joués en privés, tandis que leurs positions sociales et leurs fortunes les autorisent parfois à être joués sur des scènes publiques. Ainsi le comte Henri du Pont-de-Gault-de-Saussine (1859-1940, chez qui La Bonne chanson, op. 61 sera donnée le 25 avril 1894, un an avant sa création publique lors d’un concert de la SNM) voit-il son opéra bouffe L’Amour marmiton monté à la Bodinière (théâtre d’Application) le 12 mars 1894 et sa Fantaisie donnée le 5 mai 1894 à la salle Érard.
Le docteur Raoul Blondel (1864-1944), élève d’André Gedalge, composera sous le pseudonyme de Raoul Brunel : Vision de Dante, qui recevra le Prix de la Ville de Paris et sera jouée aux Concerts Colonne le 1er octobre 1908, Toi et moi, créée le 9 février 1924 à la SNM, de même que les Trois poèmes avec chant créés dans la même salle le 11 janvier 1930 avant que son mystère La Tentation de Saint-Antoine ne reste, la même année, à l’affiche de l’Opéra-Comique pour sept représentations.
Le comte Isaac de Camondo (1851-1911), fondateur de la Société des artistes et amis de l’Opéra et à qui l’on prête la phrase « Ce que nous voulons, ce sont les dividendes artistiques », s’organise en mars 1904 un concert de ses œuvres à la salle Érard, avant que sa nouvelle musicale Le Clown ne soit créée en avril 1906 au Nouveau Théâtre puis reprise en mai 1908 pour sept représentations à l’Opéra-Comique.
Citons également d’autres mécènes compositeurs faisant jouer leurs œuvres dans leurs propres salons, tels qu’Alfred Régnier Massa, comte de Gronau, duc de Massa (1837-1910), Jean-Charles Noguès, Sébastien B. Schlesinger, la vicomtesse de Grandval, chanteuse et compositrice, élève de Saint-Saëns, membre de la SNM, et qui parcourt les salons et reçoit chez elle, ainsi que Gabrielle Ferrari, compositrice et pianiste, épouse du responsable de la rubrique « Mondanité » du Gaulois puis du Figaro, et qui reçoit 63 avenue Kléber.
Les salons sont un lieu de splendeur pour les bourgeois autant qu’ils sont une rampe de promotion pour les artistes, ainsi les familles de ceux-ci vont jusqu’à recevoir eux-mêmes pour lancer une carrière : « Certains jeunes compositeurs, issus de la bourgeoisie ou de la grande bourgeoisie ont parfois des parents qui accueillent des musiciens chez eux, dans le souci de permettre à leurs enfants de se produire ou de faire entendre leurs œuvres, voire pour contribuer à leur promotion. » Illustrant les anciennes pratiques nobiliaires, les réseaux bourgeois forment ainsi des clans qui peuvent aller jusqu’à se constituer autour de la cellule familiale, comme pour Henry Février, Herman Bemberg qui a été l’élève de Bizet et de Massenet et auditeur dans la classe de Franck en 1880-1881 ; Juliette Toutain, pianiste ayant reçu un premier prix du Conservatoire et compositrice élève de Fauré ; ou encore Roland-Manuel. Un autre exemple se trouve chez les veuves des compositeurs, certaines étant particulièrement actives pour entretenir la mémoire de leur époux en faisant jouer ses œuvres en divers lieu. Il en sera ainsi le cas pour Geneviève Bizet, Mme Fernand Halphen, Mme Charles Gounod ou encore Mme Ambroise Thomas.

### Personnages importants
La bourgeoisie donne également de l’importance à personnalités de la vie musicale, des corporations d’éditeurs, de facteurs d’instruments et de directeurs de salles de concerts qui acquiert leur part de pouvoir là où ils étaient auparavant maintenus dans l’ombre des mécènes. Ceci semble d’autant plus vrai que ces derniers font salon, comme Albert Blondel, directeur de la maison Érard, chez qui, en janvier 1907, Édouard Risler fut l’interprète du Troisième Nocturne op. 33 (1883), du Quatrième Impromptu op. 91 (1905), de la Septième Barcarolle op. 90 (1905), et de la Troisième Valse-Caprice op. 59 (1887-1893), Fauré jouant lui-même son Premier Quintette op. 89 (1891-1894, révisé de 1903 à 1905) avec le Quatuor Capet et accompagnant Pauline Segond  pour la première audition du Don silencieux op. 92 (1906) dont la création publique n’aura lieu que le 12 mars suivant; Gustave Lyon, acousticien chez Pleyel qui inventa la harpe chromatique, le piano double et le Pleyela, ainsi que concepteur acoustique de la salle Pleyel ; Léon Pillaut, ancien élève de composition et ami de Charles Gounod grâce à qui il obtenu le poste conservateur du Musée instrumental du Conservatoire de 1866 à sa mort en 1903, puis la chronique musicale du Journal officiel ; ou encore Jacques Rouché, polytechnicien qui sera nommé chef de l’Exposition universelle de 1889, puis directeur de l’Opéra.

## Voir également